# 水口乡 (长兴县)
水口乡是中华人民共和国浙江省湖州市長興縣下辖的一个乡。

## 行政区划
水口乡下辖以下村级行政区划单位：
水口社区、后坟村、徐旺村、水口村、徽州庄村、龙山村、江排村、顾渚村和金山村。